# 노동권
노동권(勞動權, 독일어: Recht auf Arbeit, 프랑스어: Droit au travail, 영어: Right to work)은 노동의 능력과 의욕을 지닌 사람이 사회적으로 근로할 기회의 보장을 요구할 수 있는 권리이며, 거의 대부분의 국가들이 헌법에서 보장한 기본권 중 하나이다. 보통 실업해소, 고용증진, 직업훈련 등등에 관한 것을 정부가 해결해야 한다는 것을 전제로, 위와 관련된 법률에 관해서 인민이 정부에게 청구, 요구 할 권리를 의미한다. 대한민국 헌법 제32조 1항에는 노동권을 보장하는 내용이 명시되어있다. 국제노동기구(ILO)에 따르면 한국의 노동권은 5등급으로 경제력에 비해 매우 열악하며 강제노동을 유발시키는 조항이 존재한다.

## 개요
프랑스의 급진적 사회주의자이자 푸리에파였던 루이 블랑이 1848년 프랑스 2월 혁명 때 쓴 소선언문에서 오늘날의 노동권과 매우 유사한 개념들을 보장해야 한다는 내용을 담고 있었다는 게 밝혀졌다. 이는 헌법의 형태가 아닌 강령 또는 선언문의 형태지만, '노동권'을 유럽에서 대내외적으로 선언한 대표적인 사례로 불린다. 노동권을 보장한 최초의 헌법은 1919년에 탄생된 바이마르 헌법이다. 이 바이마르 헌법에 노동권이라는 것을 정립한 사람은 당시 개량적 사회주의자였던 안톤 멩거였다.

### 다양한 정의
노동권은 정의가 다양하다. 사회민주주의의 영향을 많이 받은 독일 바이마르 헌법의 노동권은 실업수당의 제공, 정부의 적극적인 실업해소 정책(직업훈련제도 등을 마련하는 식으로) 실현을 골자로하는 반면에, 마르크스-레닌주의(소비에트 공산주의)의 노동권은, 직업 선택의 자유를 최대한 보장하고, 국가라는 틀 내에서 실업이 발생할 때, 그것을 재빠르게 중앙 정부에서 알려서 정부가 인민에게 일자리를 제공할 수 있도록 '노동권에 대한 청구권'을 강조했다. 오늘날에는 거의 대부분 민주주의 국가는 공산주의 방식의 노동권과 사회민주주의 방식의 노동권을 둘다 혼합하여 운용한다.

#### 바이마르 헌법제163조 2항
바이마르 헌법은 "모든 국민은 노동권을 가지며, 정부는 노동권을 실질적으로 보장받지 못하는 국민에게 실업 수당을 제공해야 할 의무가 있다."는 내용을 담고 있었다.

#### 구 소련 헌법 제118조
소련은 1924년 개정 헌법에서 "모든 인민은 정부에게 실업 해소 및 노동 여건 신장을 요구할 노동권을 가지고있으며, 소비에트 정부는 인민의 노동권 행사를 존중하고 노동권의 완전 실현으로 나아가기 위한 정책을 유지, 발전시켜야 할 의무가 있다."는 노동권에 관련된 내용을 추가했다. 소련의 헌법에서 보장하는 노동권의 특징은 노동권에 대해서 정부에게 직접적으로 청구할 수 있는 청구권을 보장했다는 점에서 바이마르 헌법에서의 노동권 보장과는 다른 의의가 있다.

#### 세계 인권 선언의 제23조 1항
1948년 UN 인권위원회에서는 "모든 사람에게는 노동, 자유로운 직업 선택, 적절하고 알맞은 노동 조건, 실업에 대한 보호를 요구할 권리가 있다."라는 노동권에 관련된 내용을 명시함으로 모든 국가가 노동권을 보장해야 한다는 것을 명문화했다.

#### 경제적·사회적 및 문화적 권리에 관한 국제규약의 제6조 1, 2항
UN은 세계 인권 선언을 표명함과 동시에 1954년부터 각국이 지켜야 할 보편적인 인권관련법을 완성하기 위해 1966년 인권에 관한 국제규약을 만들었는데 이 국제법에는 "각 정부들은 노동권의 존재에 대해서 시민에게 알려주어야 할 의무를 가짐과 동시에 모든 사람들이 노동권에 명시된 권한들을 누릴 수 있도록 이 사항에 대해서 보호 및 추가 조치를 취해야한다."와 "노동권이 완전히 실현되기 위해서 각 정부는 안정적인 고용과 고용된 이들의 생산성 확보를 위해 실업 해소, 기술교육 및 직업훈련에 관한 정책을 체계화 해야하는 의무를 가짐과 동시에 국민들의 정치적, 경제적 자유를 보장해야한다."는 노동권을 보장하는 내용이 들어가있다.

#### 아프리카인권헌장 제15조
1981년 6월 27일에 아프리카 나이로비 통일기구 정상회의에서 채택되어 1986년 10월 21일에 발효된 아프리카 공동체가 인권을 위해 지켜야 할 것을 명시한 이 헌장은 "모든 이들은 공평하게 노동권을 가지며, 만족스러운 조건에서 노동 활동을 할 권리가 있고, 동일노동 동일임금을 받을 자격이 있다."는 노동권과 관련된 내용을 추가했다.

## 같이 보기
- 개신교 노동윤리
- 노동법
- 동일노동 동일임금
- 디슨트 워크
- 사회주의
- 직업훈련